# St. Otto (Wechselburg)

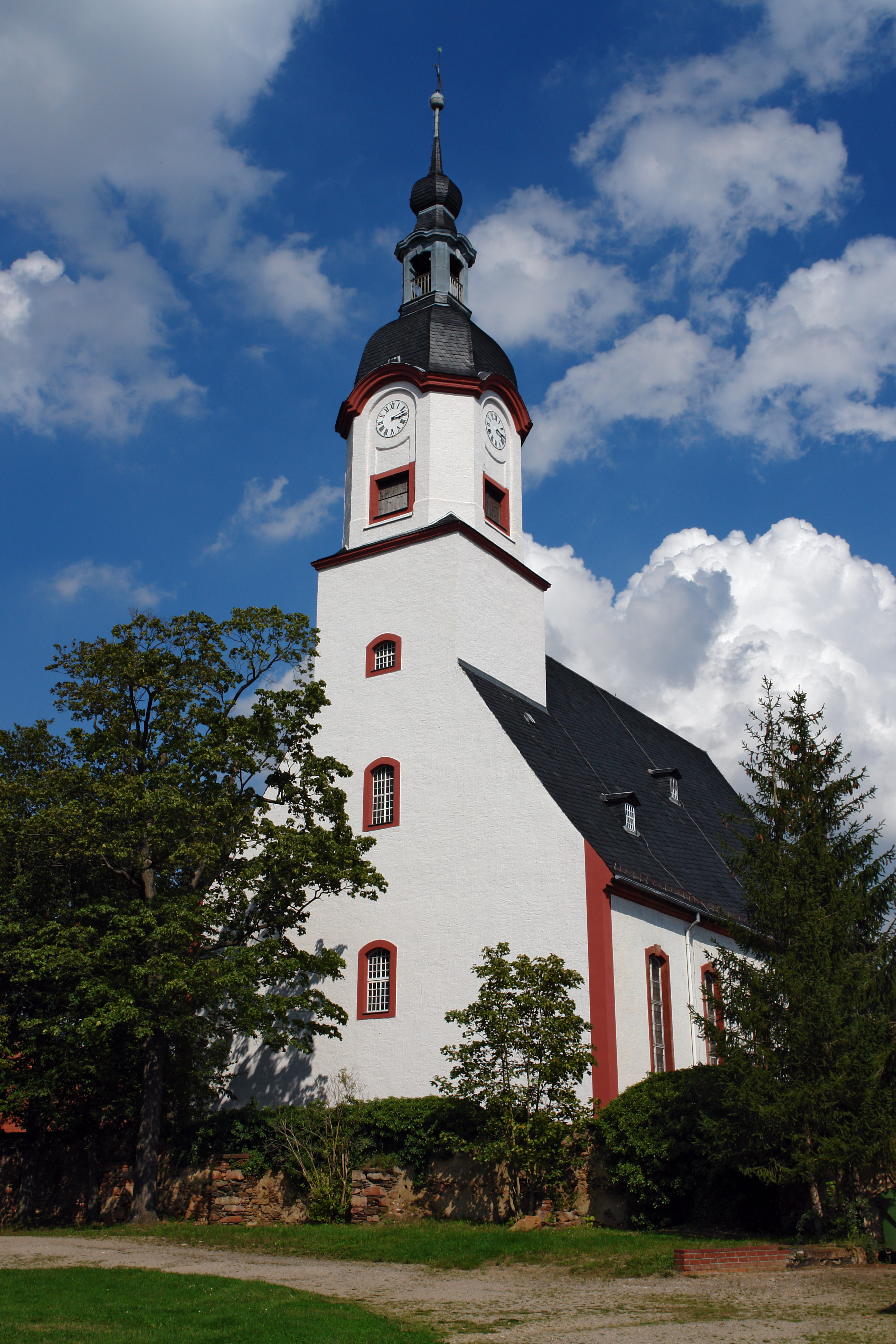
St. Otto (Wechselburg)

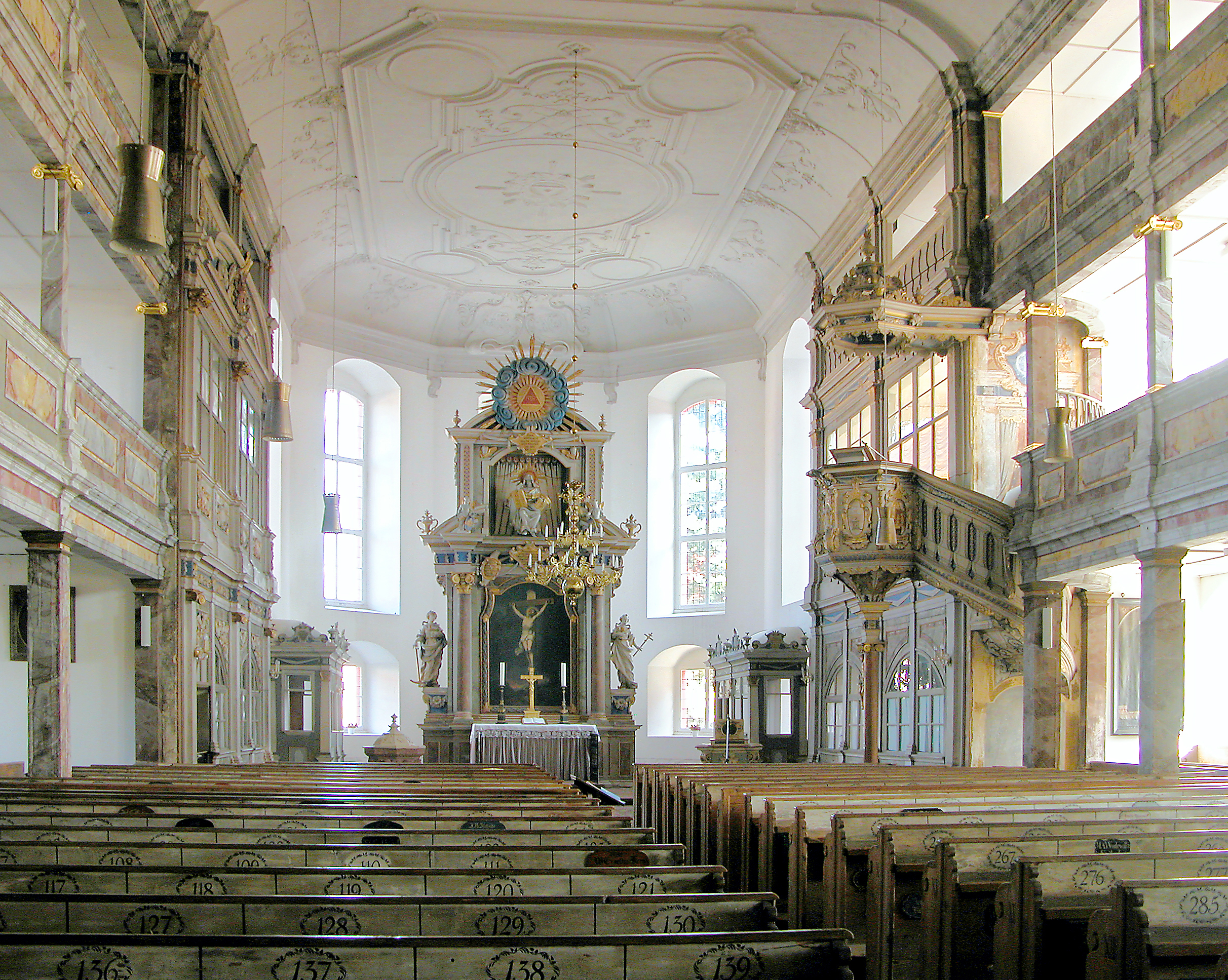
Blick zum Altar

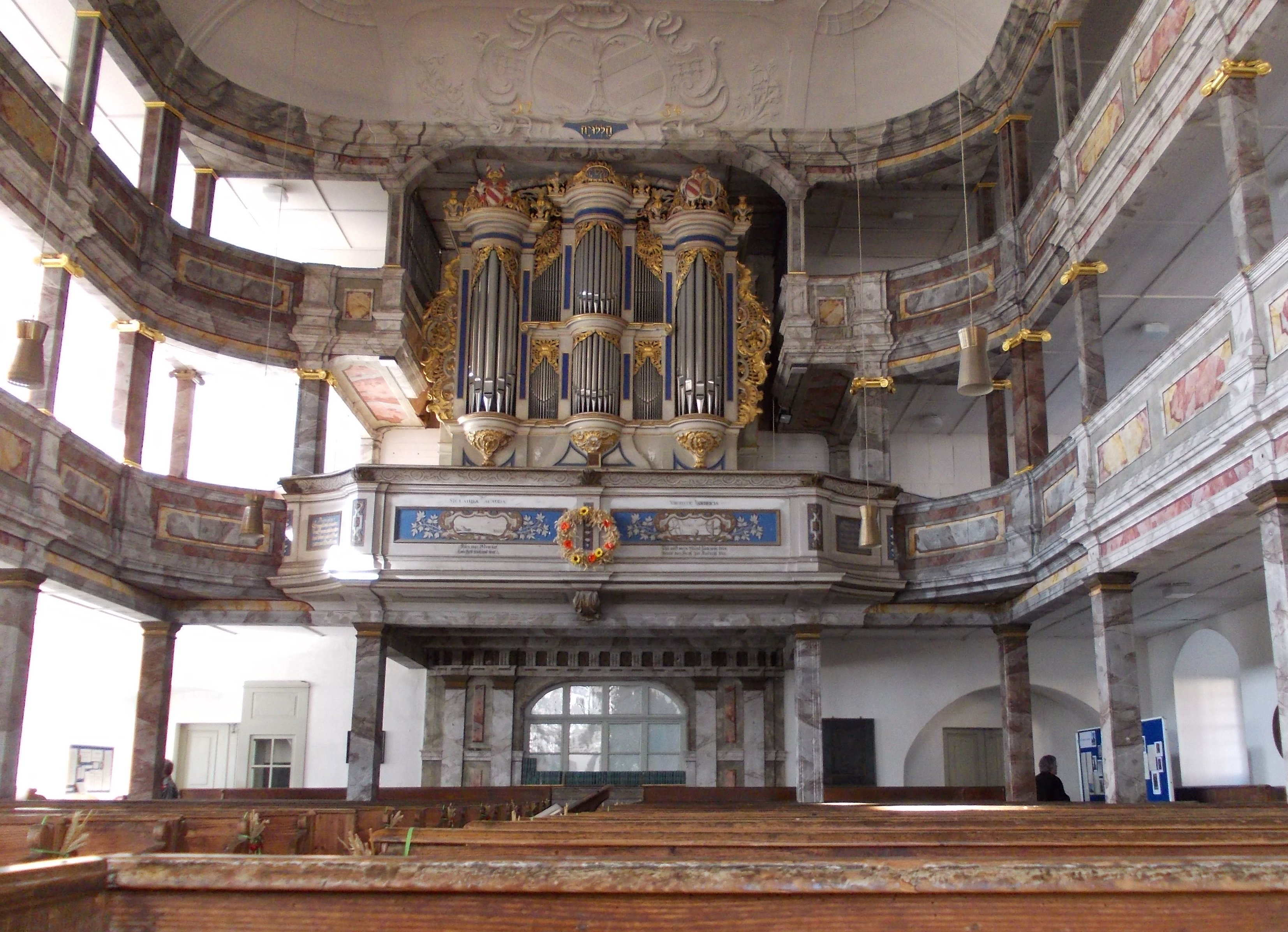
Orgel

Die evangelische Kirche St. Otto ist eine barocke Saalkirche in Wechselburg im sächsischen Landkreis Mittelsachsen. Sie gehört zur evangelischen Kirchengemeinde Rochlitz-Wechselburg im Kirchenbezirk Leisnig-Oschatz der Evangelisch-Lutherischen Landeskirche Sachsens und dominiert mit ihrem stattlichen Turm das Ortsbild von Wechselburg mit der umfangreichen Anlage von Kloster Wechselburg.

## Geschichte und Architektur
Die urkundlich auch Hospitalkirche oder Ottilienkirche genannte Kirche hat eine Innenausstattung von seltener Geschlossenheit. Von der vermutlich romanischen Vorgängerkirche aus der Zeit um 1200 ist noch der Turmunterbau erhalten. Nach einem schweren Brandschaden im Jahr 1604 wurde die baufällige Kirche 1730 abgerissen und bis 1737 wieder aufgebaut. Der Turmabschluss wurde erst 1765 nach Plänen von Johann Hermann erbaut. Restaurierungen erfolgten in den Jahren 1967/1968, 1983/1984 und 1995. Die Deutsche Stiftung Denkmalschutz förderte im Jahr 2023 eine Restaurierung von Altar und Altarnische.
Das verputzte Bruchsteinbauwerk ist mit einem eingezogenen Chor mit Dreiachtelschluss versehen und wird von Korbbogenfenstern erhellt. Der hohe eingestellte Westturm ist über quadratischem Grundriss erbaut und ist mit Haube und  Laterne bekrönt. Die Gewände, Gesimse und die Eckbetonung sind farbig abgesetzt.
Das Innere ist von der einheitlichen Ausstattung der Entstehungszeit mit marmorierter Fassung geprägt. Die aufwändige Stuckdecke über einer hohen Voute mit der Jahreszahl 1734 zeigt Bandelwerk, christliche Symbole und Pflanzenornamente. Auf drei Seiten sind doppelgeschossige Emporen angeordnet. Daran schließen sich nach Osten hin die durch reich geschnitzte und bemalte Prospekte mit emblematischen Darstellungen hervorgehobenen Herrschaftslogen und kleinen Betstübchen an. Die obere Loge an der Nordseite hat künstlerisch wertvolle Stuckaturen bewahrt.

## Ausstattung
Der zweigeschossige architektonische Altaraufbau von 1737 zeigt im Hauptfeld eine Kopie des Kreuzigungsgemäldes von Christian Wilhelm Ernst Dietrich durch Louis Castelli von 1837. Seitlich sind die Personifikationen von Spes und Fides dargestellt. Über dem stark verkröpften Gebälk mit gesprengtem Giebel ist eine allegorische Darstellung der Kirche mit Gesetzestafeln und Evangelienbuch als Symbole des Alten und des Neuen Testaments angeordnet, mit einer Gloriole im Altarauszug.
Die ebenfalls reich geschnitzte Kanzel ist in Weiß und Gold gefasst und zeigt am polygonalen Korb auf einer hohen Säule emblematische Darstellungen in Rocaillekartuschen. Die hölzerne quadratische Taufe mit Eckvoluten und aufsetzbarem Lesepult stammt vom Ende des 18. Jahrhunderts. Weiterhin ist eine oktogonale Porphyrtaufe mit Masken- und Muschelornamenten aus dem 18. Jahrhundert erhalten. Ein lebensgroßes Ölbild stellt den 1649 verstorbenen Pfarrer Abraham Fleming, den Vater des Dichters Paul Fleming, mit der Jahreszahl 1650 dar. Von einem Flügelaltar ist ein Tafelbild des heiligen Georg aus der Zeit um 1520 erhalten.

## Orgel
Die Orgel mit ungewöhnlich reich geschnitztem Prospekt ist ein Werk von Johann Jacob Schramm aus dem Jahr 1771 mit 26 Registern auf zwei Manualen und Pedal.
Nach mehreren kleineren Reparaturen und Eingriffen im 19. Jahrhundert mussten 1917 die Prospektpfeifen für Kriegszwecke abgegeben werden. Im Jahr 1934 baute Eule Orgelbau einen neuen Prospekt aus Zinn und nahm Änderungen an der Disposition vor. Weiterhin wurde ein tieferer Stimmton durch Umhängen der Traktur hergestellt und die tiefsten Töne auf zusätzlichen Windladen ergänzt. Weitere Restaurierungen wurden 1960 und 1989 durch Eule Orgelbau vorgenommen. Die Disposition lautet:
| I Hauptwerk C–d3 |       |
| Bordun           | 16′   |
| Principal        | 8′    |
| Gamba            | 8′    |
| Rohrflöte        | 8′    |
| Octave           | 4′    |
| Spitzflöte       | 4′    |
| Quinta           | 3′    |
| Octava           | 2′    |
| Flageolett       | 1′    |
| Cornett IV ab g0 | (4′)  |
| Mixtur IV        | 1 ⁄3′ |
| Tremulant        |       |

| II Oberwerk C–d3      |      |
| Principal             | 8′   |
| Grobgedackt           | 8′   |
| Quintade              | 8′   |
| Octava                | 4′   |
| Rohrflöte             | 4′   |
| Nasat                 | 3′   |
| Spitzflöte            | 2′   |
| Sifflöt               | 1′   |
| Echo-Cornett IV ab g0 | (4′) |
| Mixtur III            | 1′   |
| Vox humana            | 8′   |
| Schwebung             |      |

| Pedal C–c1   |     |
| Offen Subbaß | 16′ |
| Octavbaß     | 8′  |
| Violonbaß    | 8′  |
| Posaune      | 16′ |

- Koppeln: Manualkoppel, Pedalkoppel